# Hanne Boel
Hanne Boel (Bagsværd, 31 agosto 1957) è una cantante danese.

## Biografia
Hanne Boel si è laureata nel 1980 alla Accademia reale danese di musica e ha in seguito iniziare a lavorare come insegnante di musica. Dopo aver fatto parte per alcuni anni del gruppo Blast, nel 1988 ha pubblicato il suo album di debutto Black Wolf, che le ha fruttato un premio IFPI Danmark per la cantante danese dell'anno.
Nel corso degli anni '90 Hanne Boel ha goduto di successo sia in madrepatria che a livello internazionale. Il suo secondo album da solista Dark Passion le ha fruttato quattro vittorie ai Danish Music Awards dell'anno successivo e tre dischi di platino con oltre 340 000 copie vendute in Danimarca, rendendolo il sesto album più venduto di sempre nel paese, mentre il suo disco di maggior successo, Misty Paradise, è entrato nelle classifiche di Norvegia, Svezia, Germania, Austria e Svizzera.
Hanne Boel è rimasta popolare anche nel nuovo millennio: dalla creazione della classifica ufficiale danese nel 2001, ha piazzato tutti e otto gli album che ha pubblicato da allora nella top 40 nazionale, raggiungendo il primo posto con Beware of the Dog nel 2002. In trent'anni di carriera ha venduto due milioni e mezzo di dischi.

## Discografia

### Album
- 1988 – Shadow of Love (con Jørgen Emborg, Mads Vinding e Alex Riel)
- 1988 – Black Wolf
- 1990 – Dark Passion
- 1992 – My Kindred Spirit
- 1992 – Kinda Soul
- 1994 – Misty Paradise
- 1996 – Silent Violence
- 1998 – Need
- 2000 – Boel & Hall (con Martin Hall)
- 2002 – Beware of the Dog
- 2004 – Abaco
- 2007 – Private Eye
- 2008 – A New Kinda Soul
- 2010 – I Think It's Going to Rain (con Carsten Dahl)
- 2011 – The Shining of Things
- 2014 – Outtakes
- 2020 – Between Dark & Daylight

### Raccolte
- 1995 – Best of Hanne Boel

### EP
- 1999 – Strangely Disturbed
- 2017 – Unplugged 2017

### Singoli
- 1984 – Hot Eyes (con The Act)
- 1985 – Piano (con Lise Dandanell e Tommy Kenter)
- 1988 – Give Up
- 1988 – Take It Out
- 1989 – Son of a Preacherman
- 1990 – (I Wanna) Make Love to You
- 1990 – Light in Your Heart
- 1991 – If You Want My Body
- 1991 – A Hard Rain's Gonna Fall (con i Laid Back)
- 1992 – No Love at All
- 1992 – Falling in Love
- 1992 – Mocking Bird
- 1992 – Roses and Wine
- 1992 – Don't Know Much About Love
- 1992 – Starting All Over Again
- 1994 – All It Takes
- 1994 – What Have We Got to Lose
- 1995 – Waiting in the Wings
- 1995 – Open Up My Heart
- 1996 – Broken Angel
- 1996 – Soundtrack of a Night
- 1997 – Turning the Pages
- 1997 – Song of the Land
- 1998 – Cool Surrender
- 1998 – Frozen Fires
- 1998 – Sweet Little Venus
- 1998 – Don't Tell Me How I Feel
- 1998 – Salt of Your Skin
- 1999 – Rush/Don't Let Me Be Lonely
- 2000 – Chance of a Lifetime (con Martin Hall)
- 2000 – Why Don't You Come Around (con Martin Hall)
- 2000 – Can't Help Myself (con Martin Hall)
- 2002 – Back to the Wall
- 2002 – Beware of the Dog
- 2003 – Change the World
- 2004 – Wonderland
- 2004 – Mind and Spirit
- 2007 – Diamond Thief
- 2007 – Preacher
- 2007 – I'll Be Your Baby Tonight
- 2016 – You Kept Me Waiting
- 2019 – Paint Me a Picture
- 2019 – Child of Paradise
- 2020 – Between Dark & Daylight